# Fodina afflicta
Fodina afflicta là một loài bướm đêm trong họ Noctuidae.